# Младеновић
Младеновић је презиме које се често среће у Србији и Хрватској. Може се односити на:
- Бранко Младеновић, српски феудалац из 14. века, оснивач куће Бранковића
- Драган Младеновић:
  - Драган Младеновић (рођен 1956), југословенски рукометаш
  - Драган Младеновић (рођен 1976), српски фудбалер
- Кристина Младеновић (рођена 1993), француска тенисерка
- Милан Младеновић (1958–1994), српски музичар
- Младен Младеновић (рођен 1964), хрватски фудбалер
- Филип Младеновић (рођен 1991), српски фудбалер